# Benito Vicens y Gil de Tejada
Benito Vicens y Gil de Tejada (1833 - d. de 1877) fue un dramaturgo, historiador y anticuario español.

## Biografía
Muy poco se sabe sobre este interesante autor. Al parecer era hijo de un diputado homónimo por Tarragona, Benito Vicens (1836-1837; 1839; 1840-1841; 1841-1842; 1846-1847; 1847-1848; 1848-1849; 1849-1850), que fue también ganadero, almacenista y comerciante en Madrid y autor del folleto La España y sus intereses (Madrid, 1843), sobre la política exterior e interior que conviene a España respecto a Francia e Inglaterra; este personaje presidió también en 1847 la Comisión de cañadas, ya que firma como tal su Memoria de ese año.
Su hijo, que debió nacer en 1833, ya que en 1855 tenía 22 años, poseía una sólida formación en humanidades y fue oficial del ministerio de Estado, en el que, bajo la jefatura de Jacobo de Prendergast, prestó sus servicios en el negociado especial de Maestranzas; en calidad de tal participó en la redacción colectiva de una Historia de las Órdenes de Caballería y de las condecoraciones Españolas (1864-1865) con una "Historia de las Reales Maestranzas de Caballería", tomo II, pp. 613 a 666. Asimismo fue oficial del grefierato de la Orden del Toisón de Oro. 
Muy interesado en cuestiones arqueológicas, fue el primero en estudiar la colección de esculturas de la Galería Real del Museo del Prado, «donde se halla cuanto de excelente y de mediano y de rico y de miserable vino a formarse», según escribió en la Gaceta de Madrid. Publicó estos trabajos pioneros sobre la colección de esculturas e hizo notar la necesidad de elaborar un catálogo de las mismas. Extendió este interés también a las esculturas del Palacio de San Ildefonso.
Desde 1852 al menos era amigo del escritor Amós de Escalante, y mantuvo correspondencia con él cuando este viajó a Roma. En 1855, cuando solo contaba 22 años, escribió en verso La muerte de Nerón, más tarde impresa dos veces, la segunda con notas. Se trata de una tragedia rigurosamente documentada en los historiadores latinos Suetonio y Tácito, y en el satírico Persio, además de Petronio, Juvenal, Marcial y Séneca y el Diccionario de Antigüedades romanas de Anthony Rich. 
Del mismo género, pero mejor construida y más compleja, es su tragedia Tiberio, escrita en tres actos en 1857, cuando, según dice el autor, acababan de admirarse La muerte de César de Ventura de la Vega y Virginia de Manuel Tamayo y Baus, "pruebas de que el género trágico no ha muerto". También esta pieza alcanzó a imprimirse más tarde, pero las obras del autor no se estrenaron ni sometieron a una censura que no habrían podido pasar y que nunca quiso su autor que pasaran tampoco en sus otras obras, como declara en los preliminares. También publicó Harmodio (1866), que se enmarca en la Grecia de los Pisistrátidas, y otros dramas. 
Para las piezas clásicas adopta el endecasílabo y respeta las unidades aristotélicas de tiempo y espacio; están bien construidas dramáticamente, salvo por sendos larguísimos monólogos de Nerón y Tiberio, que les restan mucho dinamismo. En La muerte de Nerón no ahorra los detalles más íntimos y escabrosos del emperador, como su relación homosexual con Esporo y la incestuosa con su madre Agripina. En su teatro existe siempre una crítica de sesgo conservador a un pueblo acostumbrado a la injusticia, como sus gobernantes, y degenerado por al esclavitud de los placeres y los espectáculos.
¿Y ha de olvidarme el populacho humilde, / el que hasta el crimen arrastró mi mano, / el que es feliz, si sus groseros vicios / logra en su dueño omnipotente hallarlos? (La muerte de Nerón, 1861)
Para su Tiberio (1863) recurre a Veleyo Patérculo y Juvenal, y a Dion Casio para retratar a Sejano; pero también tiene en cuenta a Suetonio, a Tácito e incluso a Petronio. Sin embargo, ofrece esta vez una visión positiva del emperador: para él Tiberio fue más importante que Octavio Augusto porque, cuando este reinaba, pacificó el Imperio, y cuando gobernó contribuyó a consolidar el prestigio de la naciente institución; si se vio obligado a ser tiránico fue para subyugar al pueblo, teniéndolo satisfecho porque conocía sus defectos. Vicens hace caso omiso del lado oscuro del emperador que exponen los historiadores Tácito y Suetonio, pero lo pinta como astuto, receloso y desconfiado:
Disimula, Tiberio, los recelos / que te inspira Seyano; astuto, guarda; / mina su alto poder sin que lo sienta. / Sabe secretos tuyos, el Prefecto; / pero se engaña: los conoce en parte. / Piensa que pongo en él mi confianza, / o que llega, con clara inteligencia, / a descubrir lo que en mi mente pasa. / ¡Qué falaz ilusión! Si algunas veces / franco he sido con él, si a la apartada / selva conmigo le llevé, si acaso / le inicié en mi política, no alcanza / a comprender que le seduje entonces / porque su auxilio necesitaba... / ¿Quién aspira hasta ti? Seyano solo. / ¡Tanto le haré bajar cuanto se alza! / Con la prudencia y el valor conquista / mucho más el talento que la espada (Tiberio, 1863).
Sintió el influjo del romanticismo alemán en una insólita obra en castellano, de naturaleza feérica, como es La devolución del anillo de boda (1861), en que aparecen fantasmas y duendes como personajes. Colaboró además escribiendo biografías y ensayos sobre arte, historia y arqueología en Revista Ibérica, La Razón, El Arte en España (1862-1870) y en la Revista Cántabro-asturiana de Santander (1877-1878).

## Obras
- La condesa viuda, comedia en dos actos, precedida de un prólogo y seguida de un epílogo, Madrid, s. n.], 1860.
- Blanca. Fantasía dramática, Madrid: Imp. de C. González, 1861.
- La muerte de Nerón: tragedia (1861, 1.ª ed.; 2.ª Madrid: Imprenta de A. Santa Coloma, 1866, "nueva edición con las notas suprimidas a la primera")
- La devolución del anillo de boda; fantasia dramatica del autor de La muerte de Nerón, Madrid: C. González, 1861.
- Tiberio. Tragedia en tres actos, 1863.
- Harmodio, 1866.
- Gonzalo. Tragedia, Madrid: Segundo Martínez, 1867.
- "Biografía de Don José Somoza" (Revista Ibérica, t.º VI, año 1863).
- "Don Ángel de Saavedra, Duque de Rivas. Biografía", en Obras de Don Nicomedes-Pastor Díaz, de la Real Academia española. Tomo III Madrid, Imp. de Manuel Tello, 1867, firmada el 13 de marzo de 1867.
- "Historia de las Reales Maestranzas de Caballería", en VV. AA., Historia de las Órdenes de Caballería y de las condecoraciones Españolas, tomo II (1864), pp. 613 a 666.
- "Rápido examen de una descripción manuscrita de la Galería de escultura del Real Palacio de San Ildefonso", en La Razón, 2, 1861, pp. 394-400.